# 교황 인노첸시오 6세
교황 인노첸시오 6세(라틴어: Innocentius PP. VI, 이탈리아어: Papa Innocenzo VI)는 제199대 교황(재위: 1352년 12월 18일 ~ 1362년 9월 12일)이다. 본명은 에티엔 오베르(프랑스어: Étienne Aubert)이다.

## 생애 초기
에티엔의 아버지는 리무쟁 주의 몬텔드즐라의 영주인 아데마르 오베르(1260 - ?)이다. 리모주 교구의 작은 마을인 레몽에서 태어난 에티엔은 툴루즈에 가서 시민법을 공부한 후, 1338년 누아용의 주교가 된 데 이어서 1340년에는 클레몽의 주교가 되었다. 1342년 9월 20일 그는 성 요한과 성 바오로 성당의 사제급 추기경에 서임되었다. 1352년 2월 13일 교황 클레멘스 6세에 의해 오스티아와 벨레트리의 주교급 추기경이 된 그는 클레멘스 6세가 선종하자 그의 뒤를 이어 교황이 되었다.

## 교황
1352년 12월 30일 에티엔은 교황 즉위식을 통해 교황좌에 착좌하였다. 아비뇽의 콘클라베에서 추기경단은 누구든지 교황으로 선출되면 교황의 권한과 수입을 추기경들과 나누어야 한다고 동의하였으나 1353년 인노첸시오 6세는 교황 선출 전에 한 합의는 무효라고 선언하였다. 이후 그의 후속 정책은 아비뇽 유수 시대의 다른 교황들과 비교했을 때 좋은 평가를 받고 있다. 그는 교회 업무를 집행하는데 필요한 많은 개혁을 도입했으며, 교황 특사 힐 알바레스 카리요 데 알보르노스 추기경을 통해 로마의 질서를 회복하였다. 1355년 인노첸시오 6세의 허락을 받고 카를 4세가 로마에서 신성 로마 제국의 황제로 등극하는 대관식을 가졌다. 카를은 대관식이 거행되는 날에 로마를 교황에게 다시 바치겠다는 약속을 하였다.
인노첸시오 6세가 중재한 결과 1360년 프랑스와 잉글랜드 사이에 브레티니 조약이 성사되었다. 인노첸시오 6세 치세에 동로마 제국의 요안니스 5세 팔레올로고스가 요안니스 6세 칸타쿠지노스에 맞서 자신을 원조해 준다면 그 대가로 그리스 정교회를 로마 교황좌에 귀속시키겠다고 제안하였다. 하지만 인노첸시오 6세에게는 당장 당면한 문제들을 해결하는 것이 시급했기 때문에 황제의 제안을 거절하였다.
교황 요한 22세와 교황 베네딕토 12세가 축적한 재산의 대부분은 교황 클레멘스 6세에 이르러 지나치게 낭비되었다. 이에 인노첸시오 6세는 교황 경당의 관리자들을 12명에서 8명으로 감축하여 인건비를 절약하였다. 그리고 미술품들은 의뢰하기보다는 매각하는 등 엄격한 재정 정책을 단행하였다. 그럼에도 불구하고 이탈리아에서 일어난 전쟁과 아비뇽을 흑사병의 피해에서 복구하기 위한 비용으로 많은 돈을 지출하였다. 1357년까지 그는 재정적으로 궁지에 몰려 가난에 쪼들리며 살았다.
한편 인노첸시오 6세는 문학의 자유로운 후원자였다. 프란치스코회 영성파에 대한 아주 가혹한 조치를 취하기는 했지만, 대체로 그는 정의롭고 자비로운 인물로 평판이 좋았다. 인노첸시오 6세는 1362년 9월 12일에 선종했으며 교황 우르바노 5세가 그의 뒤를 이었다. 오늘날 그의 무덤은 빌뇌브레자비뇽의 카르투시오회 수도원(Chartreuse du Val de Bénédiction)에 조성되어 있다.

## 같이 보기
- 교황 목록